# Michael Mainelli

Lo stemma di Michael Mainelli

Michael Raymond Mainelli (Seattle, 19 dicembre 1958) è un economista britannico di ascendenza italo-irlandese. Presidente di Z/Yen alla Città, è stato Lord sindaco di Londra dal 2023 al 2024.

## Biografia
Nato negli Stati Uniti, dopo aver studiato all'Harvard College e successivamente alla London School of Economics, ha conseguito il dottorato presso l'Università di Londra nel 2004, ed è stato nominato membro del senato dell'Accademia tiberina nel 2015.
Nel 2013 Mainelli è diventato aldermanno della Città e successivamente dal 2019 al 2021 è stato Sheriff di Londra.